# サン・パウ病院
サン・パウ病院（Hospital de Sant Pau）とはスペインのバルセロナにある病院で、1997年、カタルーニャ音楽堂とともにバルセロナのカタルーニャ音楽堂とサン・パウ病院としてユネスコの世界遺産に登録された（ID884）。この病院では世界遺産に指定されたモデルニスモ建築の建物で2009年まで診療がおこなわれていたが、建物老朽化のために診療機能は隣接地の新病棟へ移転した。診療機能移転後は建物の修復が進められ、修復が完了した一部については一般公開されている。

## 建築
モデルニスモのこの豪華な病院は1902年（または1901年）から1930年にかけて建築された。設計はカタルーニャ音楽堂と同じく建築家リュイス・ドメネク・イ・ムンタネーが手がけている。145,000平方メートルの敷地内には48の建築物が立ち並ぶ巨大な建物群である。起源は1401年よりバルセロナの市内にあった6つの病院で、これらを統合して設立された。

## 登録基準
この世界遺産は世界遺産登録基準のうち、以下の条件を満たし、登録された（以下の基準は世界遺産センター公表の登録基準からの翻訳、引用である）。
- (1) 人類の創造的才能を表現する傑作。
- (2) ある期間を通じてまたはある文化圏において、建築、技術、記念碑的芸術、都市計画、景観デザインの発展に関し、人類の価値の重要な交流を示すもの。
- (4) 人類の歴史上重要な時代を例証する建築様式、建築物群、技術の集積または景観の優れた例。

## ギャラリー

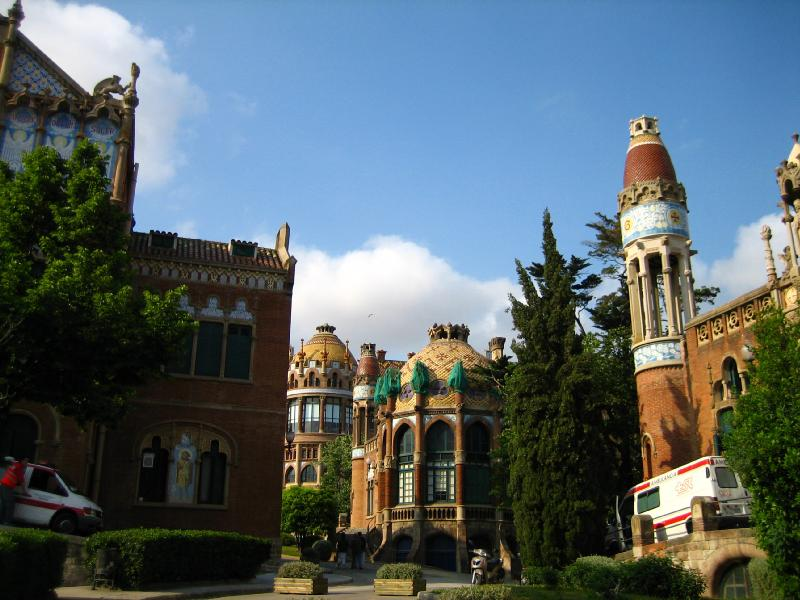
1
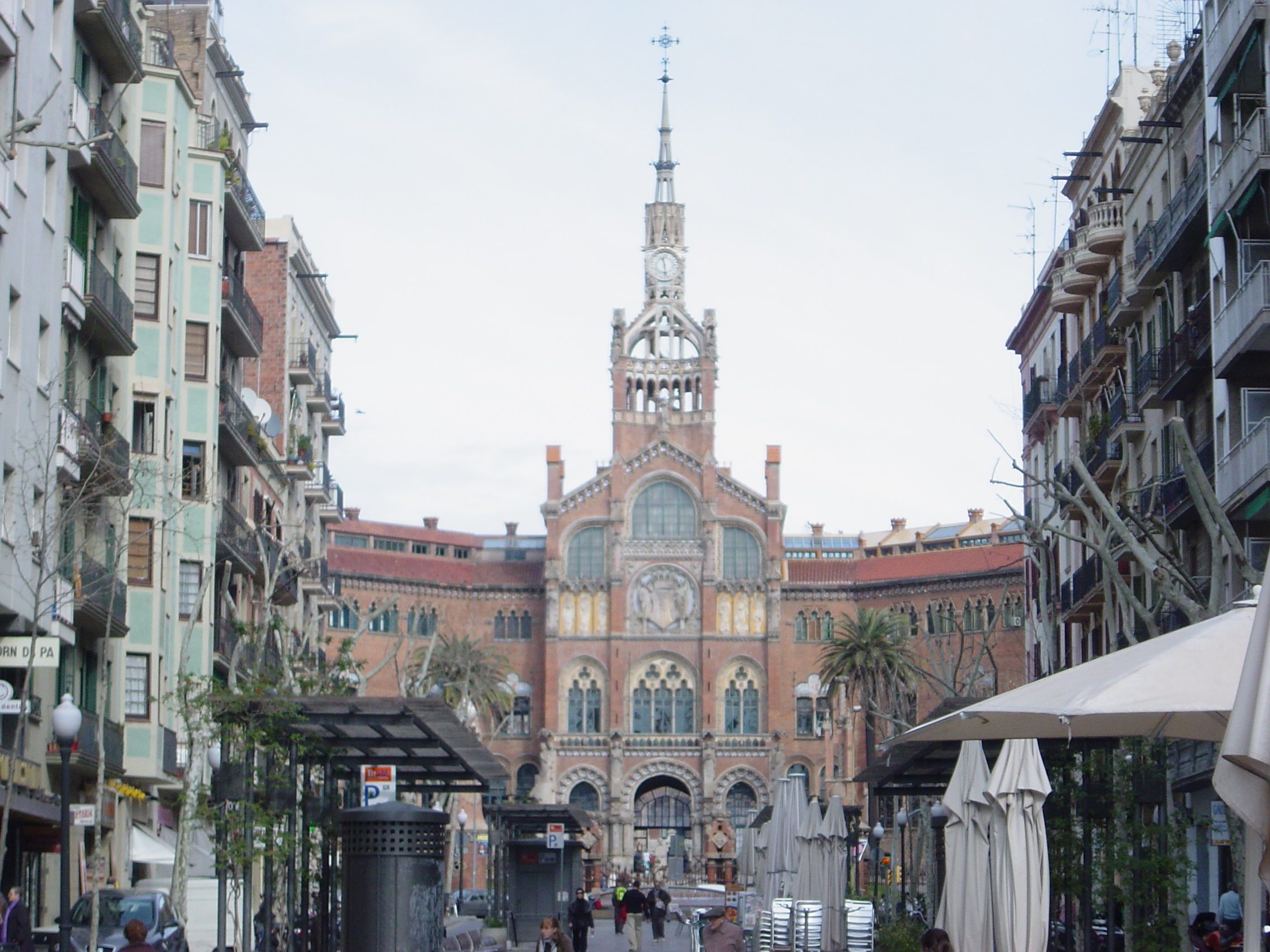
2
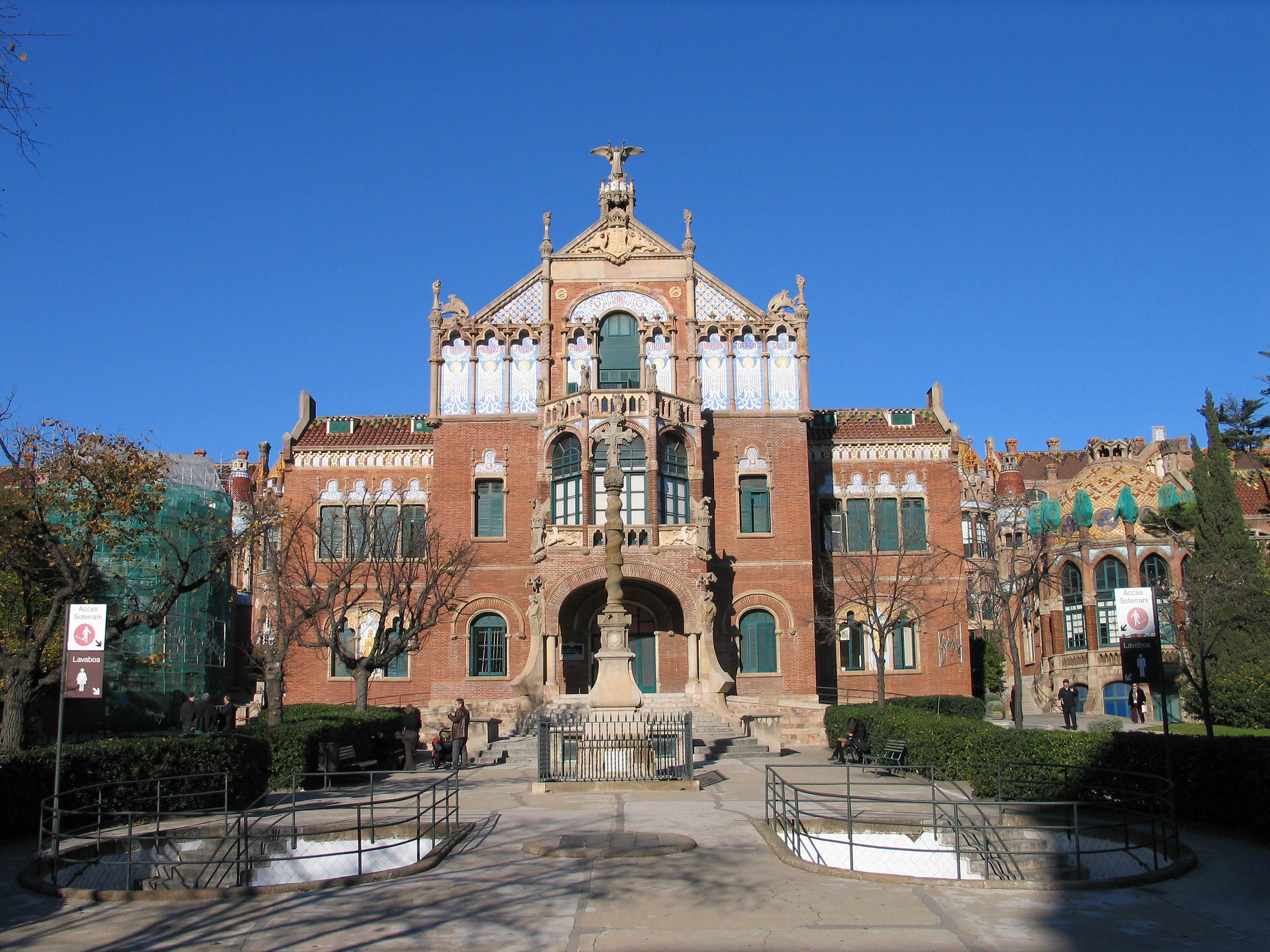
3
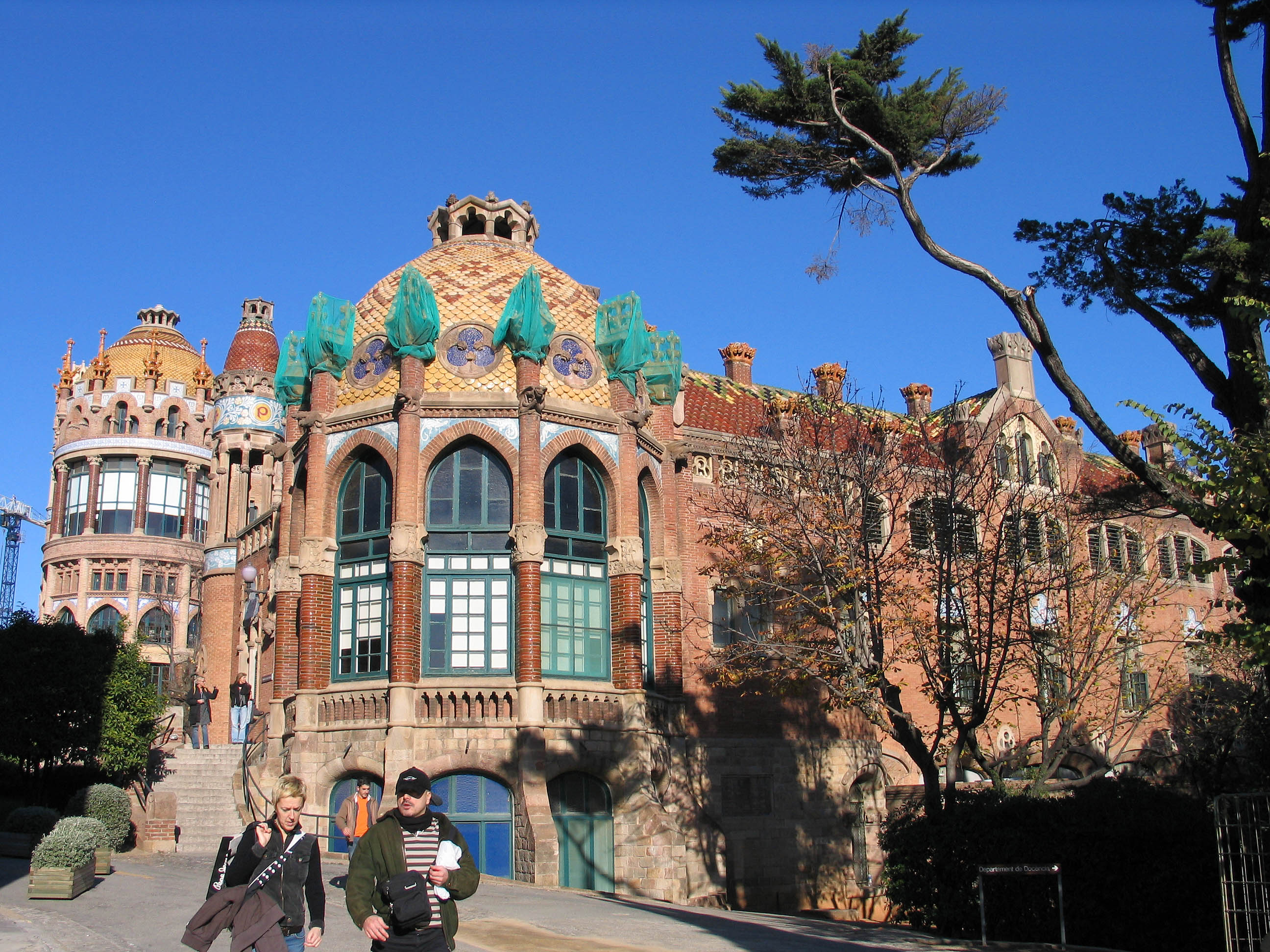
4
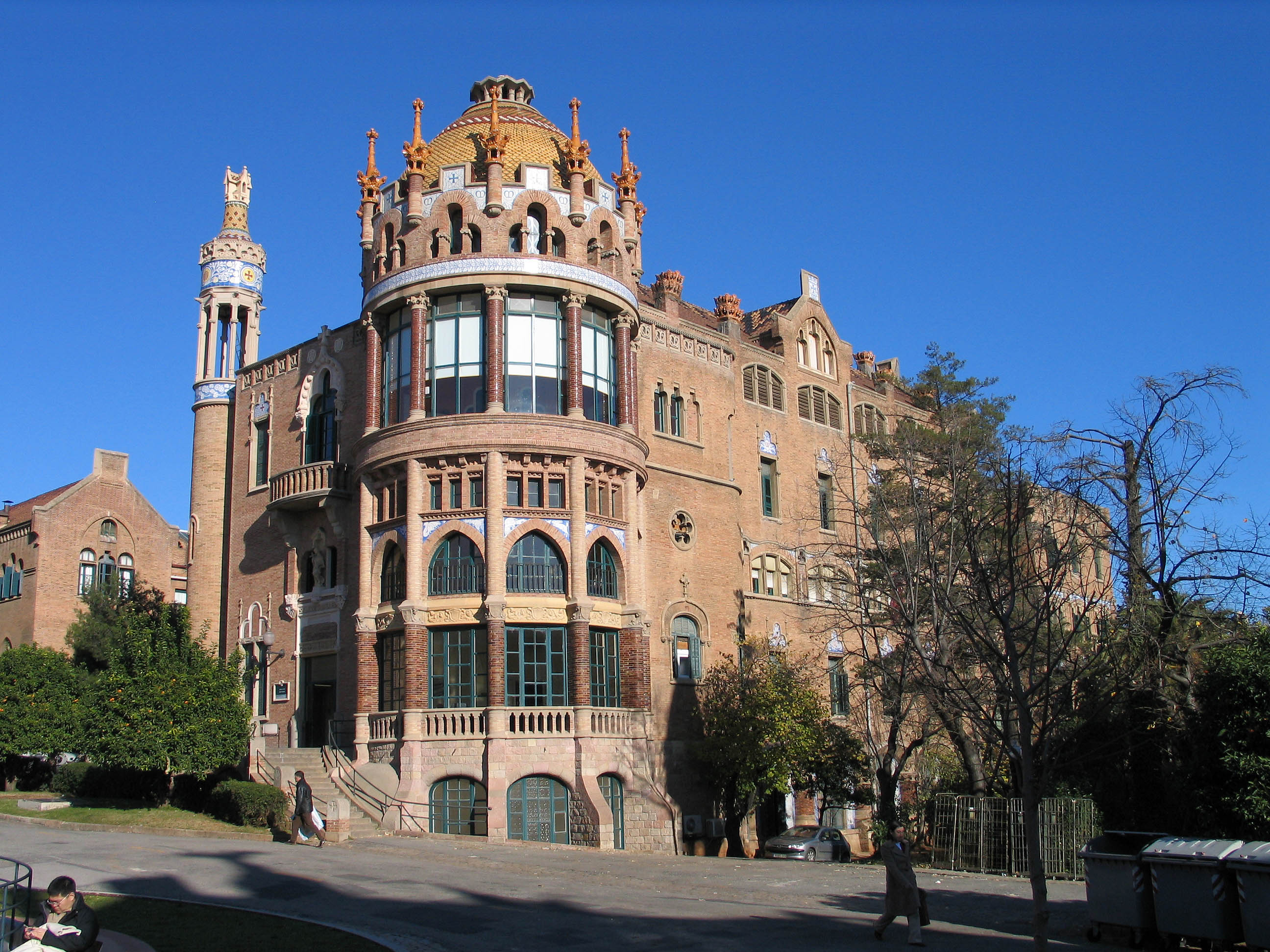
5
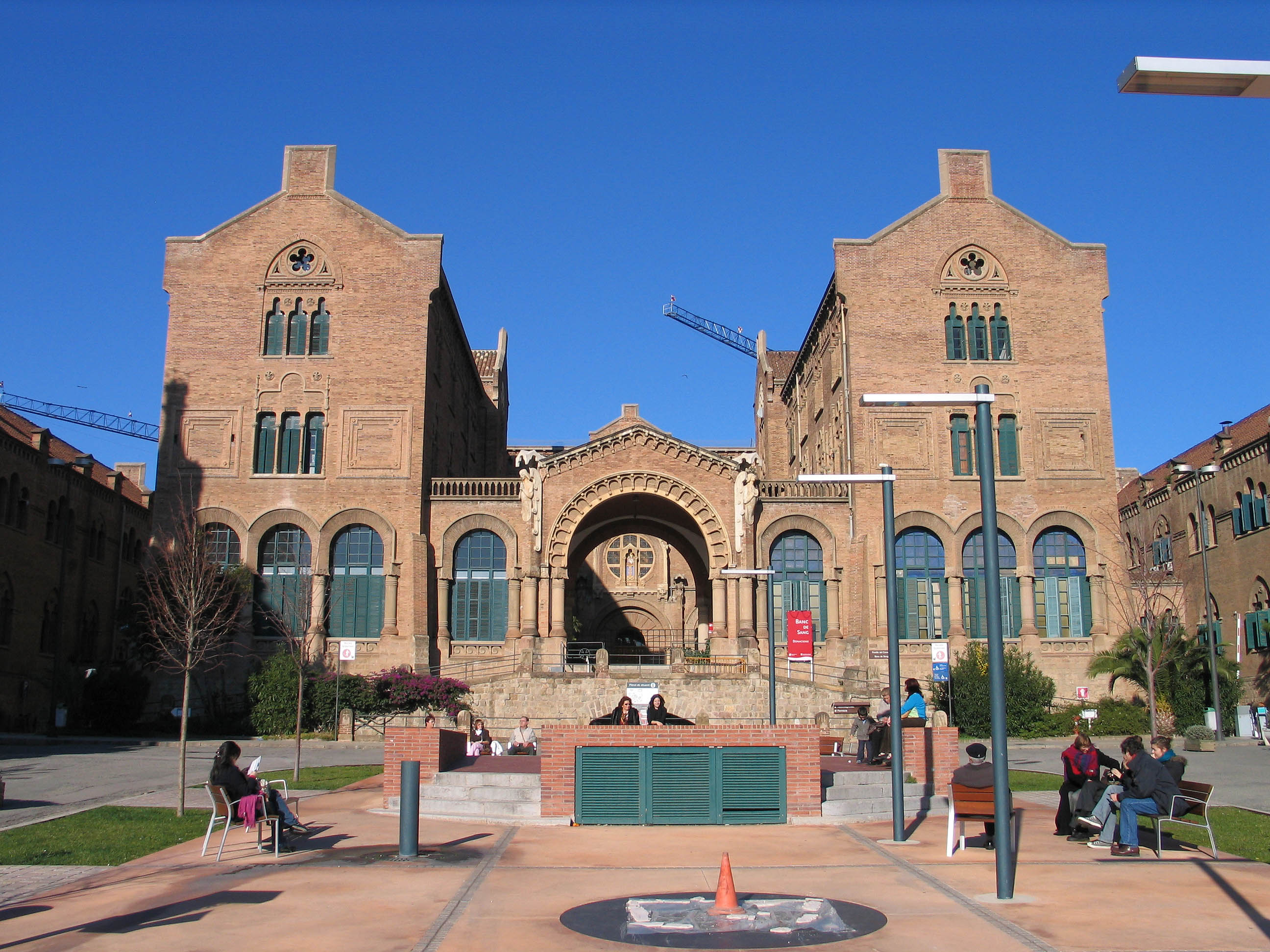
6